# Chrysops paradesignata
Chrysops paradesignata är en tvåvingeart som beskrevs av Wang 1977. Chrysops paradesignata ingår i släktet Chrysops och familjen bromsar. Inga underarter finns listade i Catalogue of Life.